# الأرنب البري الأحمر

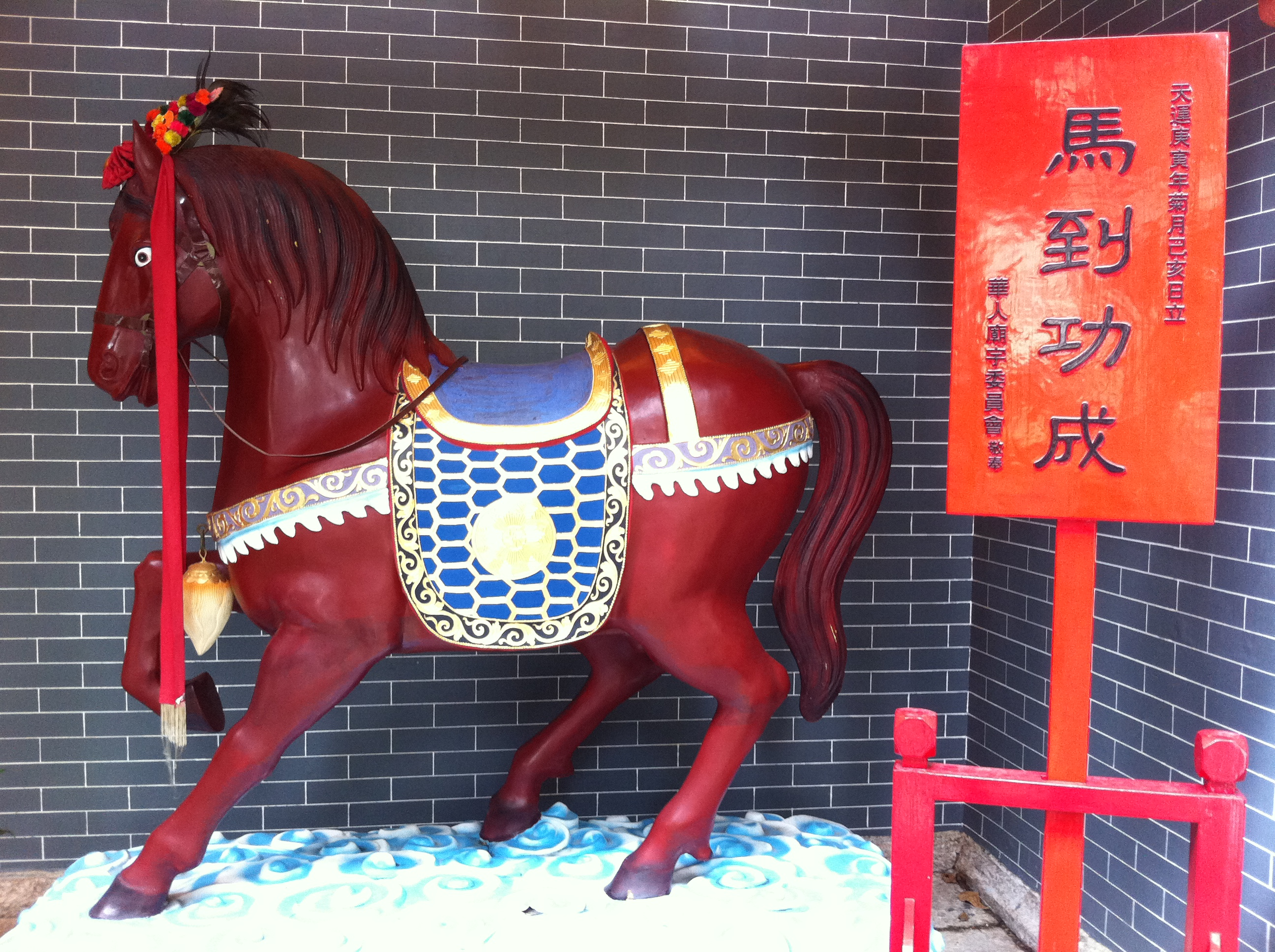
نحت للأرنب الوحشي الأحمر.

الأرنب البري الأحمر (بالصينية: 赤兔馬)، هو اسمٌ لحصان أحمر كان يملكه أمير الحرب لو بو، الذي عاش في عهد أسرة هان الشرقية في عصر الممالك الثلاث.

## السجل التاريخي
ذُكر الحصان في العمل التاريخي سجلات الممالك الثلاث وكتاب هان اللاحق. وصف على أنه حصاناً قوياً جداً، قادر على الركض بين المدن والقفز فوق الخنادق المائية. وقد كان لو بو يقود هذا الحصان عام 193 خلال معركة تشانغشان التي ساعد فيها أمير حرب آخر يوان شاو على هزيمة منافسه تشانغ يان.
كما ورد اسم الحصان في سيرة حياة تساو مان زوان (بالصينية: 曹瞞傳) وتحدثت عن قول مأثور كان يستخدم في ذاك الوقت: «بين الرجال يوجد لو بو، وبين الأحصنة يوجد كاي تو (الأرنب البري الأحمر)».